# Patryk Stosz
Patryk Stosz (* 15. Juli 1994 in Kluczbork) ist ein polnischer Radrennfahrer.

## Sportlicher Werdegang
Nach dem Wechsel in die U23 war Stosz 2013 und 2014 Mitglied im Team TC Chrobry Lasocki Głogów, das 2013 im Besitz einer Lizenz als UCI Continental Team war. Zur Saison 2015 wurde er Mitglied im polnischen UCI Professional Continental Team CCC Sprandi Polkowice. Der Gewinn der polnischen U23-Meisterschaften im Einzelzeitfahren im Jahr 2016 blieb zunächst sein einziger Erfolg. Jedoch entwickelte er sich mit der Zeit zum sprintstarken Fahrer, allein in der Saison 2019 erzielte er über 25 Top-10-Platzierungen. Mit einem Etappensieg bei der Tour of Almaty und dem Gewinn des Korona Kocich Gór konnte er auch die ersten beiden Siege einfahren.
Zur Saison 2020 wechselte Stosz zum Voster ATS Team. Nach dem Gewinn einer Etappe und der Gesamtwertung der Bulgarien-Rundfahrt 2020 hatte er 2021 mit sieben Erfolgen und erneut über 25 Top-10-Platzierungen seine bisher beste Saison. Trotz seiner Erfolge entschied er sich gegen ein Wechsel zum Team Androni Giocattoli-Sidermec und für einen Verbleib beim Voster ATS Team bis 2023. In der Saison 2022 fügte er fünf Erfolge seinem Palmarès hinzu, 2023 zwei weitere.
In der Saison 2024 fuhr Stosz erstmals mit dem Team Felt Felbermayr für ein nichtpolnisches Team, mit dem er weitere Siege einfahren konnte. Nach dem unerwarteten Aus für das Team Felt Felbermayr kehrte er zur Saison 2025 zu seinem ehemaligen Team zurück.

## Erfolge

### Straße
2013
- Bergwertung Grand Prix Priessnitz spa
- Bergwertung Carpathian Couriers Race

2014
- Bergwertung Carpathian Couriers Race

2016
- Polnischer Meister – Einzelzeitfahren (U23)

2018
- Bergwertung Tour de Hongrie

2019
- eine Etappe und Punktewertung Tour of Almaty
- Korona Kocich Gór

2020
- Bergwertung Polen-Rundfahrt
- Gesamtwertung und eine Etappe Bulgarien-Rundfahrt

2021
- eine Etappe Banja Luka-Belgrad
- eine Etappe Tour of Małopolska
- eine Etappe Course de la Solidarité Olympique
- eine Etappe CCC Tour-Grody Piastowskie
- zwei Etappen und Punktewertung Rumänien-Rundfahrt
- eine Etappe Circuit des Ardennes

2022
- Punktewertung Circuit des Ardennes
- GP Gorenjska
- eine Etappe Tour of Małopolska
- eine Etappe Course de la Solidarité Olympique
- eine Etappe Bulgarien-Rundfahrt

2023
- Poreč Trophy
- Bergwertung Tour of Austria
- eine Etappe Tour of Bulgaria

2024
- eine Etappe Tour de Maurice
- Classique de l'Île Maurice
- eine Etappe Course Cycliste de Solidarność et des Champions Olympiques

### Cyclocross
2013/2014
- Polnischer Meister (U23)